# 汤其群
汤其群（1966年4月—），江苏建湖人，复旦大学教授，博士生导师。中华人民共和国教育部第二批“长江学者”特聘教授。1984.09至1995.07，就读于上海医科大学，先后获得法医系学士学位、生物化学－分子遗传学专业博士学位；1995.09至2005.06，美国Johns Hopkins大学医学院生化系攻读博士后并留校任教；2000.01起，在复旦大学上海医学院担任教授，后担任生物医学研究院干细胞与再生医学研究所所长等职。